# Дервиз, Павел Григорьевич фон
Павел Григорьевич фон Дервиз (31 января [12 февраля] 1826, Лебедянь, Тамбовская губерния, Российская империя — 2 [14] июня 1881) — российский предприниматель меценат, известный как концессионер и строитель железных дорог в Российской империи. Действительный статский советник.

## Биография
Павел Григорьевич происходил из немецкого дворянского рода Дервиз; его предок Иоганн (Иоханн, Johannes) Адольф фон Визе переехал в Россию в 1740-х гг.
Отец был директором Гатчинского сиротского института. Начальное образование Павел Григорьевич получил в английском пансионе Гирста в Петербурге. Затем поступил в училище правоведения, откуда был выпущен с золотой медалью в 1847 году. Вскоре фон Дервиз поступил на службу в сенат в департамент герольдии; во время Крымской кампании служил в военном ведомстве в Провиантском департаменте.
Около 1857 года он оставил интендантскую службу и переехал на жительство в Москву.
Он вначале не обладал крупными денежными средствами, но его талант и предприимчивость помогли ему сделаться одним из богатейших промышленников России того времени.
В Москве он был приглашён в 1857 году председателем Общества Московско-Саратовской железной дороги Н. Н. Аненковым в качестве генерального секретаря этого общества, в котором он позже стал председателем правления переименнованого Общества Московско-Рязанской ж.-д. (с 1863 по 1868 гг.). В 1859 году Фон Дервиз получил (совместно с другими предпринимателями) концессию на постройку железной дороги от Москвы до Саратова. Собрать весь капитал на постройку этой грандиозной линии не удалось  — железная дорога была проложена от Москвы только до Рязани.
Постройка новых железных дорог была очень нужна стране и правительство предоставляло предпринимателям большие льготы.
В конце 1863 года фон Дервиз написал ходатайство о предоставлении ему постройки новой линии от Рязани до Саратова через города Козлов и Тамбов, и предлагал построить на первом этапе участок от Рязани до Козлова.  Ходатайство было отклонено. В 1864 году он снова послал ходатайство о постройке Рязанско-Козловской железной дороги, но на других коммерческих условиях. Вступив в компанию с инженером К. Ф. фон Мекком, фон Дервиз, пользуясь покровительством Чевкина, получил 12 марта 1865 года концессию на постройку Рязанско-Козловской железной дороги, строительство которой было закончено 4 сентября 1866 года. Выпущенные Обществом облигации были реализованы в очень короткий срок.

Дорога стала одной из первых в России по перевозке хлебных грузов и это дало ей с первого года эксплуатации значительный доход (например, составивший в 1869 г.— 18,1% годовых на акционерный капитал). В связи с большой популярностью линии был достроен второй путь к 1 июня 1870 года. 
Впоследствии, в той же компании, фон Дервизом была построена Курско-Киевская железная дорога— полностью закончена в 1870 году.
В 1866 году становится действительным статским советником.
Деятельность фон Дервиза была первым в России примером твердой и широкой постановки предприятия частной инициативы в железнодорожном деле. Эта деятельность очень быстро обогатила Дервиза; свой необычный успех он объяснял удачным размещением акций компании, высокой доходностью дорог и пр. Современники называли Дервиза «русским Монте-Кристо». Впоследствии он сам признавался, что вращался в кругах воротил-казнокрадов, «только потому не попадающих на скамью подсудимых, что кому-то нужна их воровская деятельность».
Он владел недвижимостью в Москве и Петербурге, во Франции, Швейцарии, имениями в России, пароходами на Волге.
В 1867 году Фон Дервиз приобрел солидный участок земли в Ницце на юге Франции.

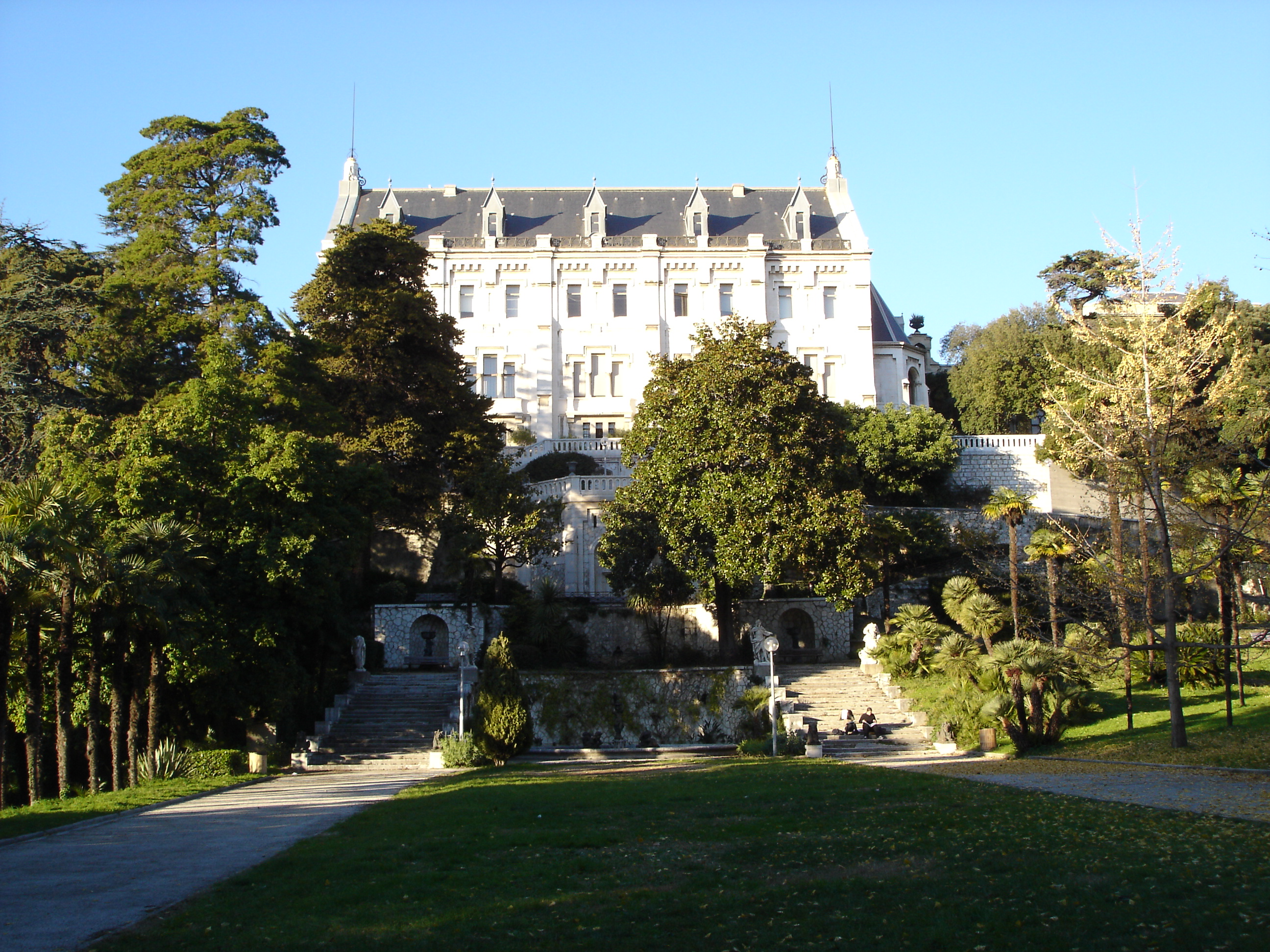
Вилла Дервиза в Ницце (Вальроз)

В 1868 году фон Дервиз оставил дела и переселился за границу, в свою роскошную виллу «Вальроз» («Долина роз») в Ницце, построенную по его заказу в неоготическом стиле архитектором Д.И.Гримм в 1868-1870 годах (сейчас в нём — факультет университета Ниццы София-Антиполис). В Ницце также он строит школу.
С начала 1870-х годов переезжает в построенную им виллу Тревано близ Лугано в Швейцарии. Вилла начала строиться в октябре 1871 года; проект её выполнил Роберт Андреевич Гедике. Вилла была построена на холме, где прежде находился средневековый замок. Домовую церковь Рождества Христова строил Давид Иванович Гримм; он же оформлял домовый храм и на вилле «Вальроз» (иконостас последнего находится в Никольской часовне на кладбище Кокад в Ницце). После смерти П. Г. Дервиза семья в Тревано не жила.
В 1872 году в Москве фон Дервиз написал прошение московскому генерал-губернатору В. А. Долгорукову о разрешении построить детскую клиническую больницу в память всех старших детей, умерших у него в России. К этому времени у него умерло два сына — Владимир (1854—1855) и Андрей (1868—1869). В память о них он построил в Москве детскую больницу Св.Владимира. Владимирская детская больница была открыта в августе 1876 года и сохранилась в том же качестве (в советское время была известна как детская Русаковская больница).
В конце жизни фон Дервиз жил отдельно от своей жены и детей. В это время он занимался только своей личной жизнью, у него было большое количество романов и любовниц.
Умер Павел Григорьевич на вокзале в Москве, когда ждал поезд из Германии с телом дочери Варвары, умершей в Германии от костного туберкулеза.
 Отпевание тел (дочери Варвары и Павла Григорьевича) состоялось 11 июня 1881 года в церкви Трехсвятительской у Красных ворот.
Бизнес отца пытался вести один из сыновей — Сергей Павлович, который ранее помогал отцу в железнодорожных делах, но неудачно.
Часть огромного наследства он потратил на строительство роскошной усадьбы в селе Кирицы, поручив проект молодому архитектору Шехтелю (дворец сейчас находится в селе Кирицы в Рязанской области, рядом есть улица в честь Сергея Павловича - улица Фон Дервиза). В 1899 году банк фон Дервиза признан банкротом, в 1908 году пришлось продать усадьбу в Кирицах. В 1912 году французское поместье «Вальроз» было продано российским банкирам. Младший брат Павел занялся коневодством в Рязанской губернии и более преуспел.
Отец Дервиза, Григорий Иванович (1797—1855), сам Павел Григорьевич, его жена, их дочь Варвара (1865—1881) и сын Владимир (1854—1855) похоронены вместе в семейном склепе Владимирской детской больницы в Москве. Сегодня над склепом семьи фон Дервиз в церкви действующая часовня.

## Меценат
Фон Дервиз обладал значительным состоянием и отличался широкой благотворительностью, как общественной, так и частной. На пожертвованные и предоставленные им в распоряжение московского городского головы князя А. А. Щербатова средства в Москве в 1876 году была учреждена Владимирская детская больница (названная по имени умершего сына фон Дервиза).
В 1869 году он пожертвовал значительную сумму при основании лицея в память Цесаревича Николая.
Любитель музыки и сам музыкант, фон Дервиз имел в Ницце и Лугано свой частный оркестр, составленный из набранных в Германии и Франции музыкантов: в нём играли, в частности, юные Сезар Томсон (1875—1877) и Гануш Виган, дирижёрами были Жозеф Ассельман, Карл Мюллер, а с 1878 года Карл Бендль, концертмейстером был Ганс Виндерштайн. Некоторое время музыкальной частью заведовал С. В. Панченко. Концерты этого оркестра пользовались большой известностью.
В 1911 году пожертвовал иконостас для часовни Николая Чудотворца в центре Русского кладбища Кокад (фр. Cimetière russe de Caucade, Русское кладбище в Ницце, фр. Cimetière russe de Nice, Николаевское кладбище) на западной окраине Ниццы.

## Семья

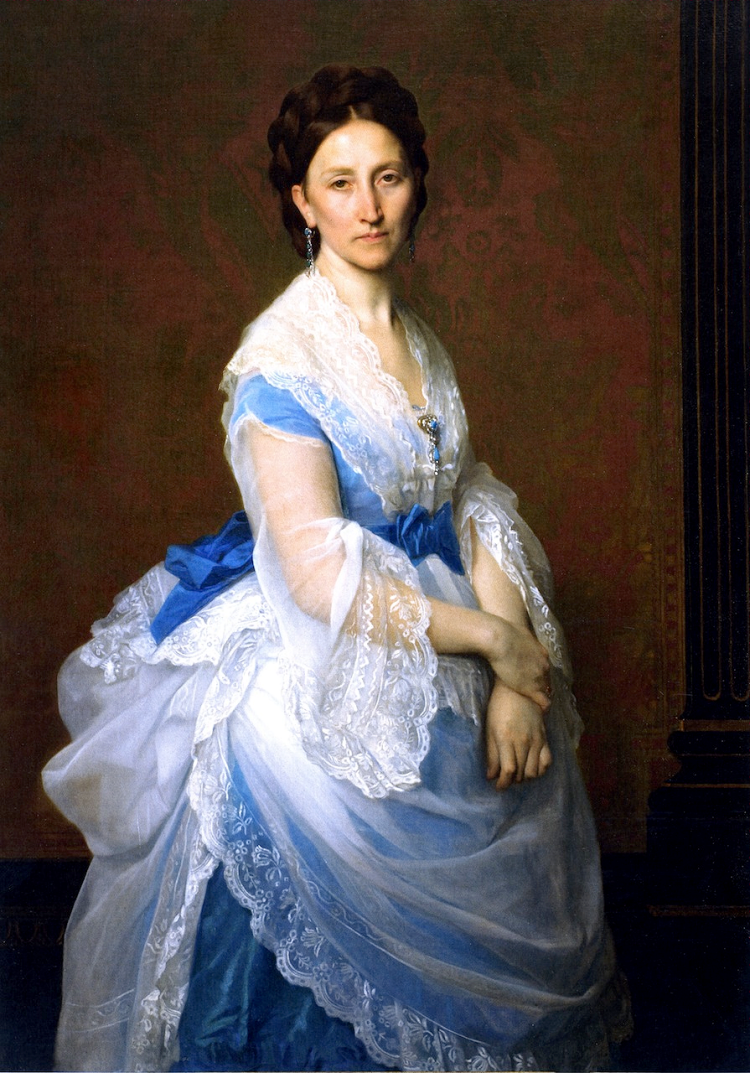
Жена Вера Николаевна на портрете А. Кабанеля (1871)

Жена, с 29 января 1850 года — Вера Николаевна Тиц (1832—25.02.1903), дочь эконома гатчинского сиротского института. По словам современницы, жена Дервиза никакой роли в семье не играла; её вполне заменяла графиня М. И. Келлер, которая учила хозяйку дома светским приемам, занимала и принимала гостей в «дни» Веры Николаевны. Но на этих «днях» почти никого не было: русская колония в Ницце избегала знакомства с ними, потому что чета Дервиз была совершенно лишена такта, они старались давить своим богатством, пускать пыль в глаза. С 1874 года Вера Николаевна с детьми жила отдельно от мужа. Фон Дервиз оставил им 1 миллион рублей и на  имя жены приобрел имение Старожилово, где было развёрнуто обширное строительство и затем построен конезавод.
После смерти мужа основала несколько благотворительных учреждений, в т.ч. в Петербурге в 1881 году — приют для девочек-сирот, в Москве в 1888 году — женскую гимназию имени рано умершей дочери Варвары.
Умерла от воспаления легких в Ницце, похоронена в Троицкой церкви в Сокольниках. 
Дети:
- Владимир (1854—1855), его дата рождения и смерти указаны в усыпальнице семьи фон Дервиз в Троицкой церкви в Сокольниках. 1 августа 1876 г. П. Г. Дервиз основал Владимирскую детскую больницу в Москве[13].
- Вера (17.06.1857— ?), родилась в Висбадене.

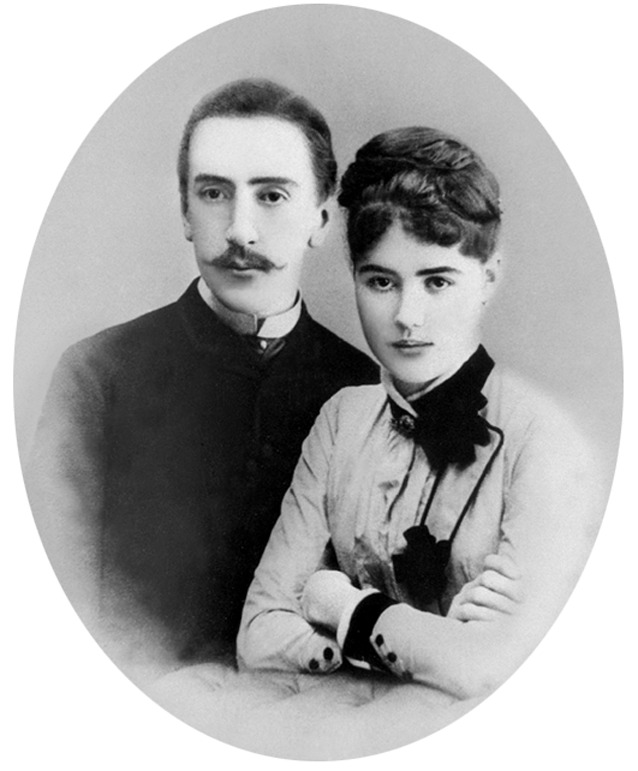
Фон Дервиз Сергей со 2-й женой М.С. фон Дервиз(урож.Шёниг). 1890-е гг.

- Сергей (1863—1943), окончил Московскую консерваторию, состоял почетным членом Императорского русского музыкального общества. Действительный статский советник, камергер, член Императорского общества любителей естествознания, антропологии и этнографии; почетный попечитель Рязанской мужской гимназии; почетный блюститель Мариинской женской гимназии; почетный смотритель Спасского городского трехклассного училища[14]. Женат первым браком на Анне Карловне Якобсон (1867 — после 1891), вторым браком — на Марине Сергеевне Шёниг (1875—1947). Похоронен вместе с Мариной Сергеевной в семейной часовне на кладбище Гран-Жас в Каннах;

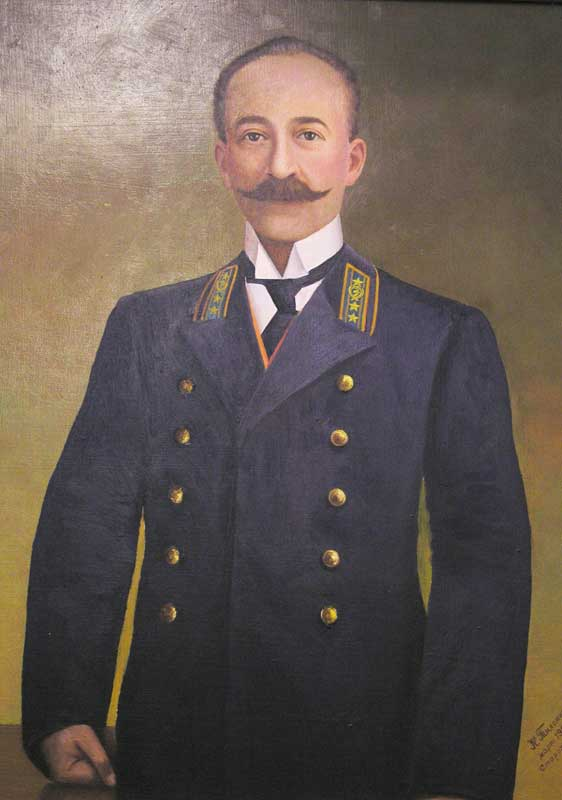
Павел Павлович фон Дервиз(Луговой). Фото ~1916г.

- Варвара (1865—1881), умерла в Германии на лечении. Похоронена в Москве в семейном склепе фон Дервизов Владимирской детской больницы.
- Андрей (1868—1869), похоронен в Санкт-Петербурге на кладбище Новодевичьего монастыря[15].
- Павел (1870—1943), гусар, штаб-ротмистр (окончил Николаевское кавалерийское училище), в 1893 года основал старожиловский конезавод (архитектор Ф.О.Шехтель)[16]), предводитель Пронского уездного дворянства (1902-1917гг). В 1916 году после начала войны с немцами с разрешения царя изменил фамилию на «Луговой»(Виз – луг); сдал экстерном экзамены за весь курс математического факультета МГУ и преподавал  математику в им же учрежденной женской гимназии.[17] В 1918 году приговорён в Пронске к расстрелу, но успел, предупреждённый местными жителями, уехать в Петроград. В 1919 году в Петрограде арестован и отправлен в Москву, позже отпущен по ходатайству его бывших учениц. В 1920 года читал лекции по математике на Рязанских кавалерийских командных курсах в Старожилово. Затем преподавал в местной школе. В 1924 году был уволен из школы. Скитался, наконец, в 1928 года принят учителем в школу посёлка Максатиха (ныне Тверская область).[18]. Похоронен в посёлке Максатиха, где учительствовал вместе со своей четвёртой женой Ольгой Николаевной Луговой в последние годы жизни.[19].

Также в метрических книгах церкви Покрова Пресвятой Богородицы в Большой Коломне имеются записи о рождении сыновей Григория (26 ноября 1850) и Александра (16 июля 1852).

## Статьи о московско-рязанской железной дороге
- Биржевые Ведомости. — 1864 — № 95.
- Московские Ведомости. — 1864 — № 276.

## Память
- Бюст Фон Дервизу был открыт в честь 155-летия со дня прибытия первого поезда в Мичуринск на станции Мичуринск-Уральский[20].